# Johnny Galecki
Johnny Mark Galecki és un actor estatunidenc nascut el 30 d'abril de 1975 a Bree (Bèlgica). El seu paper més conegut és la interpretació de Leonard Hofstadter a la sèrie de televisió The Big Bang Theory.
És fill de Richard Galecki, membre de la USAF, i Mary Lou, consultora immobiliària, i té un germà anomenat Nick. Va néixer a Bèlgica perquè el seu pare estava destinat allà però van tornar als Estats Units quan ell tenia tres anys, concretament a Oak Park, a l'estat d'Illinois. Toca el violoncel, habilitat que ha utilitzat en diversos personatges.
Després de tenir petits papers en diverses pel·lícules i sèries de televisió va saltar a la fama gràcies al paper de David Healy en la comèdia televisiva Roseanne, l'any 1992. Durant les nou temporades, va interpretar el tímid xicot (després marit) de la Darlene (Sara Gilbert), la segona filla del matrimoni. Va continuar treballant en diverses pel·lícules on generalment tenia un paper molt similar i diverses vegades de gai, encara que mai com a protagonista. També ha aparegut en diverses sèries fent papers puntuals. L'any 2006 va treballar en l'obra de teatre The Little Dog Laughed on interpretava a un gigoló, paper que requeria una escena frontal nua.
El 2007 va participar en la sèrie de televisió The Big Bang Theory on va fer el paper d'un jove físic superdotat. El 2008 ha participat en la pel·lícula Hancock, una comèdia sobre un superheroi, juntament amb Will Smith.

## Filmografia

### Cinema
- Vacances de Nadal d'una boja família americana (National Lampoon's Christmas Vacation) (1989)
- Suicide Kings (1997)
- I Know What You Did Last Summer (1997)
- El contrari del sexe (The Opposite of Sex) (1998)
- Playing Mona Lisa (2000)
- Una cosa per explicar (Bounce) (2000)
- Vanilla Sky (2001)
- Finals feliços (Happy Endings) (2005)
- Hancock (2008)
- In Time (2011)
- CBGB (2013)
- The Cleanse (2016)
- Rings (2017)
- A Dog's Journey (2019)

### Sèries de televisió
- Roseanne (1992)
- The Big Bang Theory (2007)

## Premis i nominacions
| Any  | Premi | Categoria                    | Treball             | Resultat |
| ---- | ----- | ---------------------------- | ------------------- | -------- |
| 2011 | Emmy  | Millor actor en sèrie còmica | The Big Bang Theory | Candidat |